# Vasilij Ignatenko
Vasilij Ivanović Ignatenko (ukrajinsko: Василь Іванович Ігнатенко; belorusko: Василь Іванавіч Ігнаценка in rusko: Василий Иванович Ігнатенко) ukrajinski gasilec * 13. marec 1961 okrožje Brahin, Gomeljska regija, Beloruska SSR, Sovjetska zveza † 13. maj 1986 Moskva, Ruska SSR, Sovjetska zveza.
Ignatenko je bil med prvimi gasilci, ki so se odzvali na Černobilsko nesrečo. Ignatenko je bil vzgojen v kolektivni kmetiji blizu Gomela v Beloruski SSR, nekaj časa pa je delal kot električar. Gasilec je postal leta 1980 kot del službe v sovjetski vojski, pozneje pa je bil zaposlen kot paravojaški gasilec. 26. aprila 1986 je Ignatenkova gasilska enota sodelovala pri ublažitvi neposrednih posledic černobilske nesreče in se borila proti požaru v reaktorju 4, ki ga je povzročila prvotna eksplozija. V tem procesu je bil Ignatenko izpostavljen veliki dozi sevanja, zaradi česar je osemnajst dni kasneje umrl v moskovski radiološki bolnišnici.

## Zgodnje življenje
Vasilij Ignatenko se je rodil 13. marca 1961 v okrožju Brahin v takratni Sovjetski zvezi. Bil je tretji otrok Tatjane Petrovne Ignatenko in Ivana Tarasoviša Ignatenka. Tatiana Ignatenko je bila poljska delavka na kmetiji, Ivan Ignatenko pa voznik traktor, pozneje pa voznik tovornjaka. Poročila sta se leta 1958. Ignatenko je imel starejšo sestro Ljudmilo, mlajšega brata Nikolaja in mlajšo sestro Natašo.  Ljudmilla se je izučila za medicino in delala kot reševalka v reševalnem vozilu, Nikolaj je postal voznik avtobusov in tovornjakov, Nataša pa je po nekaj časa delu v državnem vrtcu sledila Ignatenku v gasilsko službo.  Ignatenko je imel tudi starejšega brata po imenu Vitya, ki je umrl zaradi vročine pri dveh ali treh letih, preden se je Ignatenko rodil.
Kot otrok je Vasilij Ignatenko z družino živel v vasi Sperizh'e in po pouku vsak dan pomagal pri opravilih v kolhovi. Še posebej se je rad ukvarjal s športom, ob nedeljah je igral nogomet in druge tekme.

## Gasilska kariera
Ko je Ignatenko zaključil potrebnih 10 razredov šolanja, se je vpisal na gomelsko poklicno šolo za elektrotehniko (PTU št. 81), kjer je študiral za električarja. Po opravljeni diplomi leta 1978 je prejel delo v tovarni strojev za mehanska gnojila v Bobruisku. Ignatenko je dve leti delal v tovarni kot električar, preden je bil vpoklican v sovjetsko vojsko.

### Vojaška služba
Ignatenko je svojo gasilsko kariero začel v času služenja vojaškega roka. Po vpoklicu aprila 1980 je bil razporejen v vojaško gasilsko enoto Ministrstva za notranje zadeve (MVD) v Moskvi. (V moskovski gasilski enoti je bilo v tem času vojaško osebje, ki je bilo vpoklicano.) Tu je dobil začetno gasilsko izobrazbo in ob koncu svojega usposabljanja prisegel. V času, ko je delal v moskovskem gasilstvu, se je Ignatenko ukvarjal z gasilsko-športnimi športi, kar je znatno prispevalo k uspehu njegove gasilske enote na tekmovanjih.

### Služba v paravojaški gasilski enoti
Ignatenko je bil odpuščen ob koncu svoje dveletne obvezne službe 25. avgusta 1982 in se vrnil domov v Sperizh'e. Po vrnitvi je takoj začel iskati zaposlitev kot gasilec v bližnjih mestih. Mati se je spominjala: "Po vojski se je odločil za gasilca. Šel je v Černigov in iz nekega razloga ni bil odpeljan tja. Naš sosed je delal v jedrski elektrarni, Vasja pa se je odločil, da poskusi tudi to. Iz Černigova je šel naravnost tja. Takoj so ga najeli. Od vojske ni minil niti mesec dni.
S svojim gasilskim usposabljanjem in izkušnjami je bil Ignatenko zaposlen v mestu Pripjat in postal uslužbenec Paravojne gasilske službe, uniformirane gasilske organizacije MVD s civilno posadko. Kmalu se je preselil v stanovanje v mestnem gasilskem domu, s čimer je začel štiriletni mandat. 
V času, ko je delal v paravojaški gasilski brigadi št. 6 (СВПЧ-6), je napredoval v višjega vodnika in postal vodja čete. Prav tako je bil še naprej aktiven kot športni športnik z uporabo ognjenega ognja in postal znan kot prvak brigade.

## Černobilska nesreča
26. aprila 1986 ponoči, ko je v Černobilski jedrski elektrarni prišlo do eksplozije reaktorja 4, je Ignatenko spal. Ignatenko je slišal močan pok ter se prebudil in šel pogledat skozi okno kaj se dogaja. V daljavi je videl požar v elektrarni in čeprav je bil takrat na dopustu, so ga kmalu poklicali z gasilskega doma v Pripjatu, da s preostalimi gasilci odhiti do elektrarne. Ignatenko je s paravojaško gasilsko enoto št. 6, prispel k elektrarni ob 1:30 zjutraj.
Na prizorišču se je Ignatenko boril z gašenjem velikega požara v reaktorju 4, na strehi reaktorske stavbe, kjer so številne eksplozije sprožili pregreti koščki grafita, cirkonija in drugih sestavnih delov, ki so bili med eksplozijo vrženi iz reaktorja.  Z požarnimi stopnicami je prišel do vrha dvajsetletne zgradbe, skupaj s starejšim gasilcem Vladimirjem Tišuro, poročnikom Viktorjem Kibenokom (poveljnik straže SVPČ-6), poročnikom Vladimirjem Pravikom (poveljnik straže SVVČ-2, Černobilska elektrarna  Brigade), gasilca Nikolaj Titenok in Nikolaj Vashchuck pa sta z vodo gasili požare, ki so jih tam našli, hkrati pa usklajevali prizadevanja za poganjanje kurišč do strehe.
Visoka stopnja radioaktivnosti na strehi pa je hitro začela dajati svoj davek. Ignatenko in drugi so vdihavali obsevan dim in delali med kupčki vrženega jedrskega materiala in kmalu začeli doživljati začetne učinke sindroma akutnega sevanja (ARS). Gasilci, ki so se povzpeli na pomoč, so jih srečali na polovici požarnih stopnic, ko so se trudili spustiti stopnice, nekontrolirano bruhati in se niso mogli popolnoma podpreti brez pomoči drug drugega. Gasilcev so pomagali priti na tla, da so Ignatenka evakuirali v sanitarno enoto št. 126 v bolnišnici Pripjat okoli četrte ure zjutraj, približno tri ure in pol po prihodu na prizorišče.

## Hospitalizacija in smrt
Ignatenko je bil sprva hospitaliziran v bolnišnici v Pripjatu, a ko se je začel razumevati obseg katastrofe, so bili vsi gasilci in osebje obratov zaradi izpostavljenja sevanju, po cesti evakuirani na letališče Boryspil blizu Kijeva, od tam pa v Moskvo z letalom. Tam so ga skupaj z ostalimi prepeljali v bolnišnico št. 6, bolnišnico, ki jo je upravljal Sredmaš (sovjetska državna agencija za jedrsko energijo) in Vseslovenski fizikalni inštitut, ki je imel specializiran radiološki oddelek. Tam so Ignatenku 2. maja 1986 v upanju, da bi ublažili učinke sindroma akutnega sevanja, presadili kostni mozeg, darovalko pa je imela njegova starejša sestra Ljudmila. Ignatenkova mlajša sestra Nataša je bila prepoznana kot najprimernejša kandidatka in jo je s telegramom 28. aprila poklicala v Moskvo, a ker je bila takrat stara le trinajst let, jo je Ignatenko zavrnil zaradi skrbi za njeno zdravje. Upali so, da mu bo postopek zvišal število belih krvnih celic, ki so se zaradi izpostavljenosti sevanju močno znižale, zaradi česar je bil Ignatenko zelo ranljiv za okužbe. 
Na žalost, čeprav je Ignatenko okreval po operaciji, presaditev ni uspela, da bi dosegla želeni rezultat in njegovo zdravstveno stanje se je še naprej slabšo. Začeli so mu odpadati lasje in koža, saj je njegov prebavni in dihalni sistem še naprej odmiral. Do 4. maja ni mogel več stati na nogah. Okužba, ki jo je povzročila poškodba njegovega imunskega sistema, je sčasoma privedla do odpovedi organov. Vasilij Ignatenko je umrl 13. maja 1986 ob 11:20 zjutraj, star 25 let. 
Pogreb Vasilija Ignatenka je bil 15. maja 1986, dva dni po njegovi smrti. Udeležili pa so se ga njegova družina in družine drugih ranjenih in umrlih gasilcev. Ignatenko je bil pokopan v dveh krstah, notranja iz lesa in cinka in zunanja iz kovine in železa. Pokopan je bil s polnimi vojaškimi častmi skupaj z drugimi žrtvami Černobila na pokopališču Mitinskoe v Moskvi.

## Zasebno življenje
Vasilij Ignatenko se je 24. septembra 1983 poročil z Ljudmilo Ignatenko. Ljudmila je delala v slaščičarni tovarniško-kuhinjskega podjetja v Pripjatu. Po njuni poroki sta skupaj organizirala dve ločeni slovesnostni prireditvi.
Vasilij in Ljudmila sta imela enega otroka, punčko Natašo, ki jo je Ljudmila rodila decembra 1986, osem mesecev po Černobilski nesreči in sedem mesecev po Ignatnekotovi smrti. Nataša se je rodila s prirojenimi srčnimi napakami in cirozo jeter zaradi česar je umrla 4 ure po rojstvu. Ker je bila Ljudmila v času, ko je bil Ignatenko v Moskvi hospitaliziran, noseča in ker je bila skozi ob njemu, je vso sevanje, ki ga je Ljudmila prejela od moža, šlo v Natašo zaradi česar je posledično umrla. Nataša je bila pokopana z očetom na pokopališču Mitinskoe v Moskvi.

## Nagrade
Ignatenko je sovjetski red Rdeče zastave prejel posmrtno leta 1986. In leta 2006 mu je bil posmrtno podeljen naziv heroja Ukrajine, najvišje državno priznanje v državi, skupaj z ukrajinskim redom za pogum. V njegovo čast je bilo postavljenih več spomenikov, med drugim v Berezinu in domači četrti Brahin, kjer mu je posvečena tudi muzejska razstava. V njegovo čast so v Minsku in Berezinu poimenovane številne ulice.

## Njegove upodobitve
Ignatenkova žena Ljudmila Ignatenko je beloruski avtorici Svetlani Alexievich za knjigo Voices From Chernobyl iz leta 1997 predložila poročilo, ki odraža smrt njenega moža. Ta zgodba je bila prilagojena za uporabo v miniseriji HBO Černobil leta 2019 (kjer sta Ignatenka in njegovo ženo upodobila Adam Nagaitis in Jessie Buckley) in tema Ljudmille Röst, dokumentarnega filma Gunnarja Bergdahla iz leta 2001.